# CBeebies
CBeebies es un canal de televisión abierta británico propiedad de la BBC dirigido a niños menores de 6 años. Lanzado el 11 de febrero de 2002, se transmite en señal abierta y comparte espacio de programación con BBC Four. Una contraparte de audio, llamada CBeebies Radio, se emite 3 horas diarias en BBC 7. El canal CBBC es su canal hermano para niños más grandes.
CBeebies ofrece una mezcla de programación educativa y de entretenimiento. El horario en CBeebies es el mismo cada día entre semana, con un diverso horario (a menudo con diversos programas) en los fines de semana. Entre las 3 y 6 P. m. los fines de semana, todos los programas se presentan con Lenguaje de señas. CBeebies también tiene programas emitidos en los canales abiertos BBC One y BBC Two, conocidos como CBeebies en BBC One y CBeebies en BBC Two. Michael Carrington es el controlador actual para CBeebies, responsable de comisionar todo el contenido a través de la televisión de la BBC, de la TV en línea, interactiva, y radio.
CBeebies se emite desde el estudio 4 de los estudios Teddington, un estudio equipado pequeño, con pantalla grande. Se entiende que CBeebies podrá hacer uso de las instalaciones de Teddington para la mitad de la tarifa cargada a él por los recursos de la BBC para los estudios en el centro de la televisión - ahorro del canal alrededor de £500 000 por año.
El canal de CBeebies internacional es libre de publicidad y es propiedad absoluta de BBC Worldwide. El primer lanzamiento internacional para el canal de CBeebies fue en la India en mayo de 2007. El canal está disponible en la plataforma satelital digital de Tata Play. El canal se lanzó en Singapur en TV Mio en julio de 2007, en Hong Kong en octubre de 2007, en Polonia en la plataforma satelital de Cyfrowy Polsat en diciembre de 2007, en Indonesia en Indovision en abril de 2008

## América Latina
Inicia sus emisiones en Latinoamérica en 2008. Algunas de las primeras operadoras en comenzar a distribuir el canal fueron Sky en México, Centroamérica y el Caribe, Cable Mágico y Telmex TV (hoy Claro TV) en Perú, Cable Unión en Colombia, Cable Hogar en Chile y Gigared en Argentina.
El canal cesó sus emisiones el 13 de abril de 2017, junto con las versiones latinoamericanas de BBC Entertainment y BBC Earth.